# Rabenstein
Rabenstein (officially: Rabenstein/Fläming) là một đô thị thuộc huyện Potsdam-Mittelmark, bang Brandenburg, Đức.

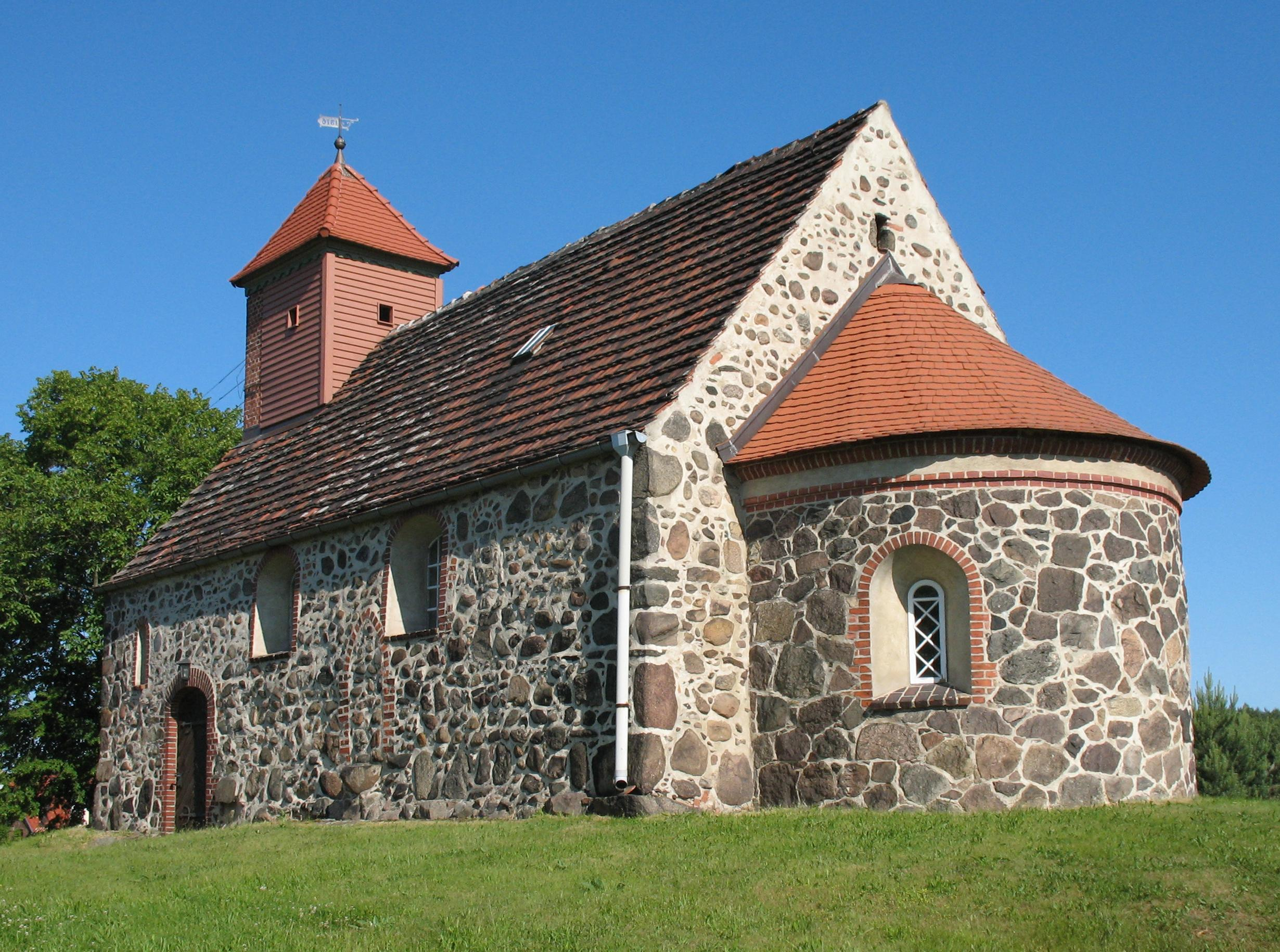
Klein Marzehns